# بادامچه
بادامچه (نام علمی: Amygdalus salicifolia) درختچه‌ای است از تیره گل‌سرخیان، با انشعاب‌های صاف، برگ‌های باریک نیزه‌ای صاف، با انتهای پهن و حاشیه اره‌ای. گل‌های بی‌پایه سفید یا صورتی.
بادامچه میوه شفت کروی یا تخم‌مرغی و هسته قهوه‌ای دارد.
به آن وامچَک هم گفته‌اند.